# Campiglossa communis
Campiglossa communis är en tvåvingeart som först beskrevs av Chen 1938.  Campiglossa communis ingår i släktet Campiglossa och familjen borrflugor. Inga underarter finns listade.